# Смирнов Володимир Іванович
Володимир Іванович Смирнов (1908, місто Сизрань, тепер Самарської області, Російська Федерація — 24 лютого 1983, місто Куйбишев, тепер Самара, Російська Федерація) — радянський державний діяч, голова Рад народного господарства Куйбишевського та Омського економічних адміністративних районів, голова Куйбишевського міськвиконкому. Член Центральної Ревізійної комісії КПРС у 1961—1966 роках. Депутат Верховної Ради Російської РФСР 4-го скликання. Депутат Верховної Ради СРСР 6-го скликання.

## Життєпис
Народився в родині робітника-слюсаря залізничного депо.
У 1927 році закінчив Самарський геодезичний технікум.
У 1927—1933 роках — землемір, землевпорядник, інженер, керівник проєктного бюро, старший економіст.
У 1933—1936 роках — студент Самарського (Куйбишевського) індустріального інституту.
У 1936—1941 роках — виконроб монтажних робіт, інженер-наладчик, інженер-теплотехнік, начальник турбінного цеху, заступник керуючого, головний інженер електрокомбінату Куйбишевської області.
Член ВКП(б) з 1939 року.
У 1941—1944 роках — директор Безимянської теплоелектростанції Куйбишевської області.
У 1944—1951 роках — керуючий «Куйбишевенерго».
У грудні 1951 — січні 1959 року — голова виконавчого комітету Куйбишевської міської ради депутатів трудящих Куйбишевської області.
У січні 1959 — січні 1960 року — заступник голови Ради народного господарства Куйбишевського економічного адміністративного району.
10 січня 1960 — 3 березня 1962 року — голова Ради народного господарства Куйбишевського економічного адміністративного району.
3 березня — 25 грудня 1962 року — голова Ради народного господарства Омського економічного адміністративного району.
Потім — на пенсії в місті Куйбишеві.
Помер 24 лютого 1983 року в місті Куйбишеві (Самарі).

## Нагороди
- орден Леніна
- два ордени Трудового Червоного Прапора
- два ордени «Знак Пошани»
- медалі